# Doble embrague
En automovilismo el doble embrague es una maniobra que se realiza en algunos coches, pero principalmente en camiones con cambio manual, que consiste en acelerar el motor al desembragar para reducir a una marcha más corta, con la intención de que al embragar de nuevo las revoluciones del motor sean lo más próximas posible a las de la nueva marcha, para evitar problemas de sincronización.
El proceso requiere práctica. Por ejemplo, si subimos una cuesta con el vehículo en 3ª marcha y queremos pasar a 2ª para obtener más potencia, primero colocamos la palanca de cambios en punto muerto y, con el pedal del embrague suelto, damos un toque al acelerador para igualar las revoluciones del motor a las que llegaría con el vehículo en 2ª a esa misma velocidad. A continuación pisamos de nuevo el embrague, metemos 2ª marcha y aceleramos de nuevo. Esto, por supuesto, en apenas un segundo.
Esto no suele ser necesario en coches, ya que suelen llevar las marchas sincronizadas, pero sí en algunos vehículos pesados (camiones, autobuses, tractores, etc.), para desacoplar y acoplar la transmisión, ya que por su tamaño y peso (hasta 400 kg) acumulan demasiada inercia.
También puede ser de gran ayuda en vehículos antiguos que no tengan las marchas sincronizadas, ya que al reducir ayudaremos a que las marchas entren de forma más suave.
Esta maniobra ha caído en desuso en los últimos años debido a las cajas de cambio sincronizadas. Estas se encargan de igualar la velocidad de los distintos ejes, primario —el del motor— y secundario. 
La técnica del doble embrague se suele confundir con la del "punta tacón", que consiste en, con el mismo pie, frenar mientras se dan toques de acelerador a la hora de reducir marchas, con el objetivo de facilitar su inserción.